# Хартфорд-Сити (Индиана)
Хартфорд-Сити (англ. Hartford City) — город и административный центр округа Блэкфорд в штате Индиана в Соединённых Штатах Америки.
Согласно данным переписи населения США 2020 года число жителей города 
составляло 6086; человек, что чуть меньше, чем было во время предыдущей переписи проводившейся в 2010 году (6220 человек).

## История
Постоянное европейское поседение на этих землях возникло в самом конце 1840-х годов как несколько бревенчатых хижин, сгруппированных возле ручья.

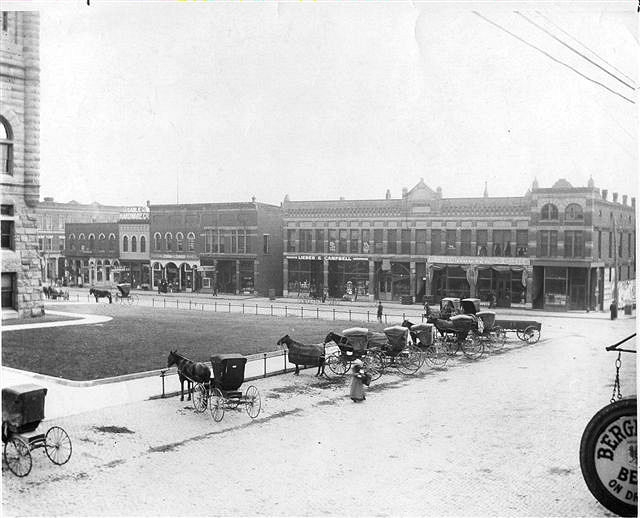
Хартфорд-Сити (1908)

Фольклор, преподаваемый в местных начальных школах, предполагает, что изначально Хартфорд-Сити был известен как «брод Харта» (англ. «Hart's ford») — место для пересечения ручья Лик-Крик. Название изменилось на Хартфорд, а затем на Хартфорд-Сити. (последнее переименование было сделано для того, чтобы избежать путаницы с одноимённым поселением в штате Индиана, которое позднее тоже сменило название на Инглиш).
Сообщество было назначено административным центром округа Блэкфорд, когда этот округ был создан в 1837 году, и было включено в состав в 1867 году. Во второй половине XIX века Восточно-Центральная Индиана состояла в основном из сельских фермерских общин и Хартфорд-Сити не был исключением. Население города не превышало 2000 человек до 1887 года, когда регион начал стремительно расти из-за газового бума в Индиане; число горожан за десять лет выросло более чем втрое.
С приходом в Хартфорд-Сити железной дороги в городе появилось несколько новых промышленных предприятий.

## География
Хартфорд-Сити расположен на месте бывших месторождений природного газа. В этом районе также есть известняк, образованный из ила и грязевых отложений древнего моря. Земля плоская из-за воздействия доисторического ледника, а почва отлично подходит для земледелия.
Согласно данным Бюро переписи населения США, общая площадь города составляет 3,901 квадратных мили (10,10 км2), из которых 3,88 квадратных мили (10,05 км2 или 99,46%) — это суша и 0,021 кв. мили (0,05 км2 или 0,54%) — водная поверхность.

## Климат
В Хартфорд-Сити типичный для Среднего Запада сезонный влажный континентальный климат. Здесь есть четыре отчетливо выраженных сезона: зима холодная с умеренным снегопадом, а лето может быть тёплым и влажным.
Самая высокая средняя температура в июле составляет 84 °F (29 °C), а самая низкая средняя температура в январе составляет 18 °F (−8 °C). Однако летние температуры могут превышать 90 °F (32 °C), а зимние — опускаться ниже 0 °F (−18 °C).
Среднемесячное количество осадков колеблется от 2 до 4 дюймов (от 5,1 до 10,2 сантиметров), причём самые обильные осадки выпадают в июне, июле и августе. Самая высокая зарегистрированная температура составила 104 °F (40 °C) 29 июня 2012 года, а самая низкая зарегистрированная температура составила −26,0 °F (−32,2 °C) 19 января 1994 года.